# Río Salado (Argentina)
Río Salado är ett  vattendrag  i Argentina. Det är beläget i den centrala delen av landet, 400 km nordväst om huvudstaden Buenos Aires och mynnar ut i Parana-floden. 
Omgivningen kring Río Salado består huvudsakligen av våtmarker och området är  ganska tätbefolkat, med 75 invånare per kvadratkilometer.